# دايفيد إتش إم. بروكس
دايفيد إتش إم. بروكس (بالإنجليزية: David H. M. Brooks)‏ هو فيلسوف جنوب أفريقي، ولد في 6 فبراير 1950 في بيترماريتزبرغ في جنوب أفريقيا، وتوفي في 27 أكتوبر 1996 في كيب تاون في جنوب أفريقيا.